# 't Kerkhuys
't Kerkhuys is een kerk gelegen aan de Spanbroekerweg 37 in het Noord-Hollandse Spanbroek. De laatgotische kerk kwam in twee periodes tot stand, namelijk in de 15e en 16e eeuw. Het gebouw is eenscheppig en telt zeven traveeën. Later werd de kerk ook gebruikt als cultureel centrum.
De Nederlands politicus en schrijver Bernardus Bosch (1746-1803) was een bekend predikant in de kerk.

## Interieur
In de kerk staat een eenklaviers orgel uit 1779 dat is vervaardigd door Johannes Stephanus Strümphler (Amsterdam). In 1857 restaureerde de firma L. Ypma (Alkmaar) het instrument en wijzigde de dispositie. In 2006 werd het orgel gereconstrueerd en de in 1857 verdwenen cornet teruggeplaatst.
De preekstoel stamt uit het tweede kwart van de 17e eeuw. Verder staat er een 17e-eeuwse herenbank, voorzangerslezenaar uit 1694 en doophek met twee koperen doopbogen uit het eerste kwart van de 18e eeuw.
In de kerk is een grafmonument uit 1668 van beeldhouwer Rombout Verhulst zien.

## Foto's

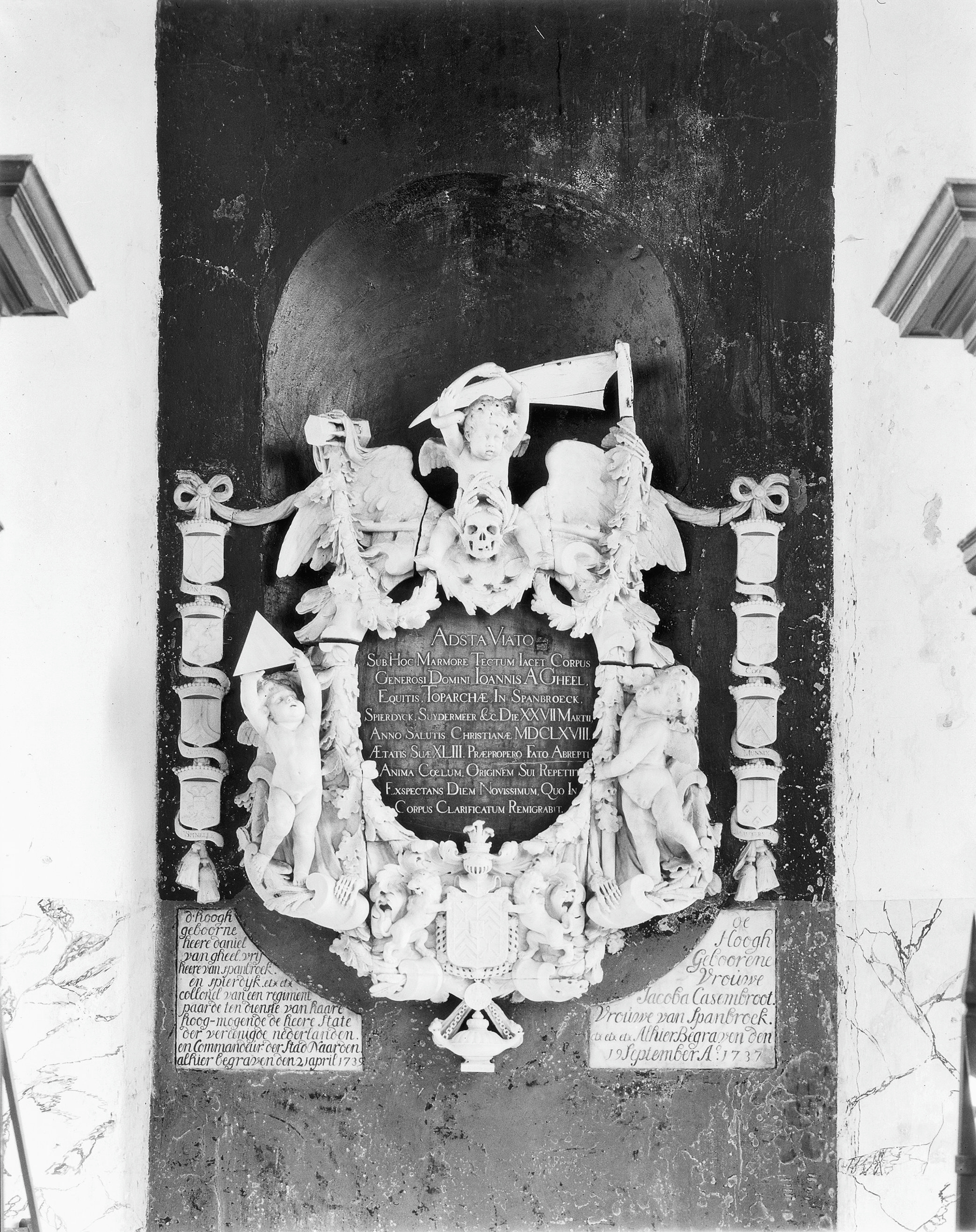
Grafmonument